# Prato de Honra da Luftwaffe
O Prato de Honra da Luftwaffe (Ehrenschale für hervorragende Kampfleistungen der Luftwaffe, literalmente Prato de Honra por Excelente Desempenho de Combate da Luftwaffe) foi uma distinção da Luftwaffe pelo excelente desempenho em combate terrestre durante a Segunda Guerra Mundial. Esta distinção foi criada a 15 de Junho de 1942 por Hermann Göring, o Ministro da Aviação do Reich e Comandante-em-Chefe da Força Aérea.

## Descrição

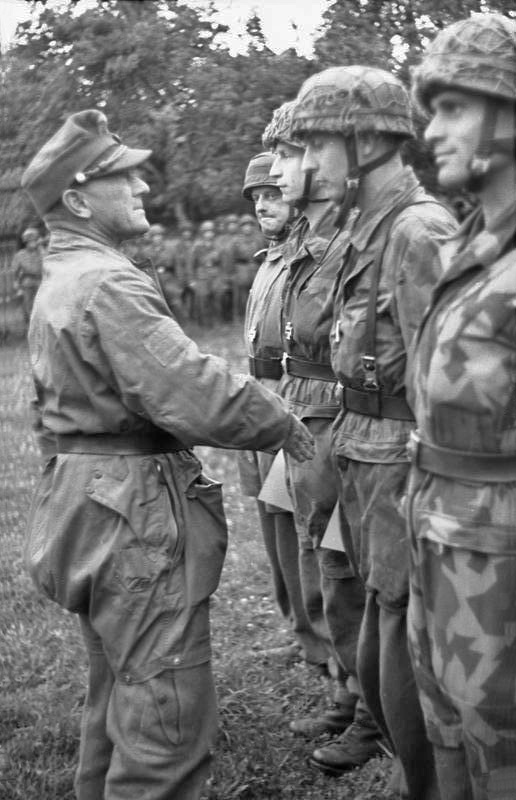
O General Eugen Meindl numa cerimônia de entrega de medalhas com pára-quedistas na França, em 21 de junho de 1944.

O prêmio foi concedido aos soldados da Luftwaffe que já possuíam a Cruz de Ferro de 1ª Classe, mas cujo desempenho ainda não era suficiente para receberem a Cruz Germânica ou a Cruz de Cavaleiro da Cruz de Ferro. Os agraciados deveriam ter o Distintivo de Assalto Terrestre da Luftwaffe e as duas classes da Cruz de Ferro.
O prato honorário era atribuído para os militares das unidades de campanha da Luftwaffe que combatiam em terra, como contrapartida ao Cálice de Honra da Luftwaffe, que era atribuída somente ao pessoal de vôo. Cerca de 50 pratos foram premiados, mas o número exato não é conhecido. O prato tem um diâmetro de 28cm e pesa 408 gramas. O prato era feito por uma liga de prata chamada Alpaka, produzido exclusivamente pela joalheria berlinense Johannes Wagner & Sohn. O prato tem bordas decoradas com folhas alternadas de carvalho e louros. No centro rebaixado há uma águia grande com uma suástica e bastões de marechal - o emblema do Reichsmarshall Hermann Göring - sobre um pergaminho com a inscrição IN ANNERNUNG HERVORRAGENDER KAMPFLEISTUNGEN ("Em Reconhecimento a Desempenho Excepcional de Combate"), Acima da águia havia dois pergaminhos, o menor com a inscrição da data da premiação e o maior com o nome do agraciado. As inscrições superiores com o nome do agraciado e a data da premiação são gravadas à mão. É um item muito raro.

Nomeação de uma unidade de campo da Luftwaffe no relatório do Alto Comando da Wehrmacht em 23 de junho de 1942:
"... Nas pesadas batalhas de inverno na Frente Oriental, os batalhões da Luftwaffe defenderam bravamente seções de frente particularmente ameaçadas em combate terrestre. Essas unidades estão agora envolvidas em outras operações com as unidades do Exército. A Divisão Meindl se destacou particularmente bem nessas batalhas no terreno pantanoso intransitável."
A Divisão Meindl foi criada a partir dos 1º e 5º batalhões de campo da Luftwaffe e foi a primeira brigada da Luftwaffe. Ela foi desdobrada em fevereiro de 1942 e mais tarde foi reclassificada como uma divisão.

## Abandono
As duas condecorações não-portáteis da Luftwaffe, o cálice e o prato honorários, foram descontinuados por conta dos inconvenientes de premiação. Após 10 de dezembro de 1944, o prêmio não foi mais concedido e foi substituído pela menção no quadro de honra da Luftwaffe, com o broche associado. Os agraciados de ambos os prêmios receberam automaticamente o Broche do Quadro de Honra da Luftwaffe em janeiro de 1944.

Decreto do chefe de gestão de pessoal e direção nacional-socialista da Luftwaffe, Coronel-General Bruno Loerzer, de 10 de dezembro de 1944:
"Abandono da concessão do Cálice de Honra por Desempenho Excepcional na Guerra Aérea e do Prato de Honra por Excelente Desempenho de Combate da Luftwaffe.
O Reichsmarschall assim ordenou após a introdução da 'Menção no Quadro de Honra da Força Aérea Alemã' e do 'Broche do Quadro de Honra' associado com efeito imediato... e o Prato de Honra por Excelente Desempenho de Combate não são mais concedidos.
[...]
Membros da Força Aérea que já possuem a Cruz Germânica em Ouro ou prêmios superiores, mas que ainda não... foram agraciados com o Prato de Honra por Excelente Desempenho de Combate. No entanto, apenas as ações de armas que foram realizadas após o último prêmio ter sido concedido são elegíveis para isso.
Loerzer, Generaloberst"